# پاغلافی رنگارنگ
پاغلافی رنگارنگ (نام علمی: Colpodium versicolor) نام یک گونه (زیست‌شناسی) از  سرده از پاغلافی است.